# Utklippan
Utklippan este o arie protejată (arie specială de conservare — SAC, sit de importanță comunitară — SCI, arie de protecție specială avifaunistică — SPA) din Suedia întinsă pe o suprafață de 117,6 ha, integral pe uscat.

## Localizare
Centrul sitului Utklippan este situat la coordonatele 55°57′12″N 15°42′09″E / 55.9532°N 15.7024°E.

## Înființare
Situl Utklippan a fost declarat arie de protecție specială avifaunistică în martie 1996 pentru a proteja 15 specii de animale. Alte tipuri de protecție:
- sit de importanță comunitară (în ianuarie 1998)
- arie specială de conservare (în martie 2011)[1][3][4]

## Biodiversitate
Situată în ecoregiunile continentală și marină baltică, aria protejată conține 1 habitat natural: Insulițe și insule mici din Baltica boreală.
La baza desemnării sitului se află mai multe specii protejate:
- păsări (14): rață pitică (Anas crecca), rață fluierătoare (Anas penelope), rață mare (Anas platyrhynchos), rața moțată (Aythya fuligula), Branta bernicla, Branta leucopsis, Clangula hyemalis, șoim de iarnă (Falco columbarius), sfrâncioc roșiatic (Lanius collurio), gușă albastră (Luscinia svecica), rață catifelată (Melanitta fusca), Phalacrocorax carbo sinensis, eider (Somateria mollissima), Sterna paradisaea
- mamifere (1): Halichoerus grypus